# Coryssiphus praeustus
Espèce
Coryssiphus praeustus est une espèce d'araignées aranéomorphes de la famille des Miturgidae.

## Distribution
Cette espèce est endémique du Cap-Occidental en Afrique du Sud, Elle se rencontre dans la péninsule du Cap.

## Description
Le mâle holotype mesure 7 mm.
Le mâle décrit par Bosselaers en 2024 mesure 5,3 mm et les femelles de 5,6 à 6,8 mm.

## Systématique et taxinomie
Cette espèce a été décrite par Simon en 1903.

## Publication originale
- Simon, 1903 : « Descriptions d'arachnides nouveaux. » Annales de la Société entomologique de Belgique, vol. 47, p. 21-39 (texte intégral).